# Joaquín Núñez
Joaquín Núñez (Màlaga, 12 de març de 1961) és un actor de cinema i teatre espanyol, guanyador d'un premi Goya com a millor actor revelació, el 2013.

## Biografia
Joaquín Núñez va néixer al barri de La Trinidad (Málaga), en 1961. Va començar en la interpretació als 18 anys, quan un professor li va proposar participar en un muntatge teatral. Després va estudiar Art Dramàtic i va muntar la companyia Chirimoya Teatro. Ha treballat sobretot en teatre, en 2004 va començar a dirigir el grup de teatre infantil Imagine Teatre, especialitzat en assumptes socials. Ha interpretat sobre els escenaris a més d'un centenar de personatges. Al voltant del món teatral, ha exercit com a director, guionista, presentador, professor de teatre en col·legis, comentarista de radi, cantant i contacontes.
Va començar en el món del cinema en 2005, amb el curtmetratge Cinema Parabicho, que obtindria el premi al Millor Curtmetratge de Ficció del Festival de Màlaga de 2005 i amb el qual Joaquín va obtenir el premi com a millor actor en el Certamen de Curtmetratges Curt Doble de Canal Màlaga.
L'èxit professional li va arribar en 2012, amb la pel·lícula Grupo 7 dirigida per Alberto Rodríguez, on interpreta un veterà policia, per la qual rebria el premi Goya al millor actor revelació en 2013. En 2013, va rebre també el premi Asfaan a la Mostra Archidona Cinema.

## Filmografia

### Cinema
- Cinema Parabicho -curtmetratge-(2004).
- Kitt Resurrection: el ataque de los tuning -curtmetratge- (2006).
- Grupo 7 (2012).
- ¿Quién mató a Bambi? (2013).
- Ex Lege -curtmetratge-(2013).
- 321 días en Michigan (2014).
- Ahora o nunca (2015)
- Que baje Dios y lo vea[4] (2018)
- Mi querida cofradía (2018)[5]
- Antes de la quema (2019).
- El Malagueño que quiso ayudar a Patton -curtmetratge-(2006).

### Televisió
- Arrayán (2011) en Canal Sur 1.
- Aída (2012) en Telecinco.
- El secreto de Puente Viejo (2012) a Antena 3.
- Cuéntame cómo pasó (2013) a TVE.
- Chiringuito de Pepe (2014 - 2016) a Telecinco.
- Olmos y Robles (2015 - 2016) a TVE.
- Brigada de fenómenos (2016) a Canal Sur 1.
- Brigada Costa del Sol (2019) a Telecinco.